# Elias
Elias ist ein männlicher Vorname und ein Familienname.

## Herkunft und Bedeutung
Der Name Elias geht auf Ἠλίας Ēlías, die griechische Variante des hebräischen Namens אֵלִיָּהוּ ʾēlijjāhū zurück.
Der Name אֵלִיָּהוּ ʾēlijjāhū, auch in seiner Kurzform אֵלִיָּה ʾēlijjāh, setzt sich aus dem Element אֵל ʾēl „Gott“ und dem Gottesnamen יהוה jhwh zusammen und bedeutet „(Mein) Gott ist der Herr“. Dabei handelt es sich um einen Bekenntnisnamen, der die Hoffnung ausdrückt, dass JHWH sich als der persönliche Schutzgott des Namensträgers erweist.
Im Tanach tragen neben dem Propheten Elija auch ein Benjaminit und zwei Priester diesen Namen.

## Verbreitung
Der Name Elias ist zwar seit dem frühen Christentum in Europa bekannt, als Vorname im deutschen Sprachraum jedoch erst seit dem 10. bzw. 11. Jahrhundert urkundlich bezeugt. Der Name verbreitete sich hierzulande erst in den vergangenen Jahrzehnten. Seit den 1980er Jahren taucht Elias in den deutschen Namensstatistiken auf. Mitte der 2000er Jahre entwickelte er sich zu einem Modenamen. Im Jahr 2006 erreichte der Name erstmals eine Platzierung unter den 10 meistgewählten Jungennamen und verließ diese Hitliste seitdem nicht (Stand 2021). Im Jahr 2016 erreichte der Name Rang 2 der beliebtesten Rufnamen (Rang 1 der Gesamtliste inkl. Folgenamen). Im Jahr 2021 belegte Elias Rang 7 der Hitliste und wurde an 1,11 % aller neugeborenen Jungen als Rufname vergeben. Als Folgename erreichte er Rang 4, das Verhältnis von Erstname und Folgename beträgt 1:0,44. In den letzten 10 Jahren wurde der Name etwa 41.700 Mal vergeben.
Neben Deutschland ist der Name Elias auch in Österreich weit verbreitet. Dort zählt er seit 1996 zu den 50 meistvergebenen Jungennamen und findet sich seit 2010 durchgängig unter der Top-10 der Vornamenscharts. Im Jahr 2021 belegte er Rang 6 der Hitliste. Von 1984 bis 2023 wurden rund 16.400 Jungen so genannt.
Der Name kommt in der Schweiz seit den 1930er Jahren regelmäßig in den Hitlisten vor und erlebt seit den 1990er Jahren einen starken Aufwärtstrend. Seit der Jahrtausendwende hat sich der Name unter den beliebtesten Jungennamen etabliert. Zuletzt stand er auf Rang 5 der Vornamenscharts (Stand 2021). Von 1930 bis 2023 wurde er circa 7.400 Mal gewählt.
In den Niederlanden wird der Name seit 1930 alljährlich bei der Namenswahl berücksichtigt. Seit der Jahrtausendwende wird er immer populärer und liegt seit 2019 in den Top-100. In Belgien wird Elias seit 1995 regelmäßig vergeben. Seit 2008 befindet er sich stets in den Top-50. Der Name kommt in Frankreich seit 1930 in der Namensgebung vor. Die Popularität stieg in den 1990er Jahren stark an. Im Jahr 2008 erreicht der Name seine beste Platzierung mit Rang 104. Der Name wird in Polen seit 2000 fast jährlich vergeben, er ist aber nur mäßig beliebt. Seine Vergabe ist auch in Liechtenstein und Slowenien nachgewiesen.
Elias befindet sich in Italien seit 2004 in den Top-200 und in Spanien seit 2019 in den Top-100.
In Finnland hat sich Elias unter den 10 meistvergebenen Jungennamen etabliert. Dreimal erreichte er die Spitzenplatzierung. Im Jahr 2021 belegte er Rang 4 der Hitliste. In Dänemark befindet sich der Name seit dem Jahr 2005 in den Top-50 der Vornamenscharts.
Dem Namen Elias gelang in Norwegen ein steiler Anstieg der Beliebtheit. Im Jahr 1995 erreichte der Name mit Rang 99 erstmals eine Platzierung in der Top-100 der Vornamenscharts. Bereits 7 Jahre später erreichte der Name die Top-20. Zuletzt stand Elias auf Rang 7 der Hitliste. Dieselbe Platzierung erreichte der Name auch in Schweden, wo er seit 2001 zu den 10 meistgewählten Jungennamen zählt.
Der Name wird in England und Wales seit 1996 jedes Jahr vergeben. Seit dem Jahr 2014 liegt er in den Top-200 der Hitlisten. In Schottland wird der Name seit Mitte der 1970er Jahre sporadisch vergeben, in den letzten 20 Jahren regelmäßig. In Irland taucht der Vorname seit 1964 jährlich in den Vornamenscharts auf, er wird aber in einem geringen Volumen vergeben. Der Name wird in Nordirland seit der Jahrtausendwende regelmäßig bei der Namenswahl berücksichtigt.
In den USA wird der Name Elias seit 1880 alljährlich bei der Namenswahl berücksichtigt. Bis Ende der 1960er Jahre war er ein mäßig beliebter Jungenname. Seit den 1970er Jahren steigt seine Popularität stetig. Ab 2016 befindet er sich in den Top-100 und im Jahr 2023 sogar auf Rang 35. Der Name ist seit 2015 in Puerto Rico stets in den Top-100. Die beste Platzierung erzielte er im Jahr 2022 mit Rang 17. Elias kommt in Kanada seit 1980 jedes Jahr in den Hitlisten vor. Seit der Jahrtausendwende wird der Name immer beliebter, im Jahr 2023 belegte er Rang 54. In Australien ist der Name seit 2019 in den Top-100, im Jahr 2023 lag er auf Rang 59. Ähnlich sieht es in Neuseeland aus, jedoch etwas nachgelagert, und zwar ab 2023.
Der Name Elias ist auch in zahlreichen weiteren Ländern etabliert.

### Elias zur Zeit des Dritten Reiches
In der Zeit des Nationalsozialismus wurden im Runderlass des Reichsministers des Innern vom 17. August 1938 jüdische Bürger gemäß § 1 der „Zweiten Verordnung zur Durchführung des Gesetzes über die Änderung von Familiennamen und Vornamen“ dazu verpflichtet, ausschließlich solche Namen an ihre Kinder zu vergeben, die in den „Richtlinien über die Führung von Vornamen“ als jüdische Vornamen aufgeführt waren. In dieser Liste war auch der Name Elias aufgeführt.
Diese Regelung betraf auch Österreich in der Zeit des Nationalsozialismus und das eingegliederte Sudetenland und wurde 1945 aufgehoben.

## Varianten

### Männliche Varianten
- Amharisch: ኤልያስ Elyas
- Arabisch: إلياس ʾilyās, Elyas
  - Maghreb: إلياس ʾilyes
  - Biblisch: إِيلِيَّا ʾīlyāʾ
- Armenisch: եղիա Jeghia, Eghia
- Belarussisch: Ілья Ilja, Ilya
- Bulgarisch: Илия Ilija, Iliya
- Deutsch: Elia, Elija
- Englisch: Elijah, Elliott, Eliot, Eliott, Elliot
  - Mittelalterlich: Elis
- Estnisch: Ilja
- Finnisch: Eelis, Eljas
- Französisch: Élie, Elie
- Georgisch: ილია Ilia
- Griechisch: Ηλίας Ilías
  - Altgriechisch: Ἠλίας Ēlías, Ἠλείας Ēleías, Ἥλείας Hēleías, Ἥλίας Hēlías
- Hebräisch: אֵלִיָּהוּ ʾēlijjāhū, אֵלִיָּה ʾēlijjāh
- Italienisch: Elia
  - Sardinisch: Elies
  - Latein: Helias
- Isländisch: Elías
- Kirchenslawisch: Илїа Ilia
- Kroatisch: Ilija
- Litauisch: Elijas, Ilja
- Mazedonisch: Илија Ilija
  - Diminutiv: Иле Ile
- Niederländisch: Elia, Elian
- Polnisch: Eliasz
- Rumänisch: Ilie
- Russisch: Илья Ilja, Ilya
- Schwedisch: Elia, Elis
  - Diminutiv: Lias
- Serbisch: Илија Ilija
- Spanisch: Elías
- Katalanisch: Elies
- Tschechisch: Eliáš, Ilja
- Türkisch: İlyas
- Ukrainisch: Ілля Illja
- Ungarisch: Éliás, Illés

### Weibliche Varianten
- Bulgarisch: Илиана Iliana, Илина Ilina, Илияна Ilijana
- Griechisch: Ηλιάνα Iliana
- Kroatisch: Ilinka
- Litauisch: Elija
- Mazedonisch: Илина Ilina, Илинка Ilinka
- Serbisch: Илинка Ilinka

## Namenstage
- 24. März: nach Elias von Rommersdorf
- 20. Juli: nach dem Propheten Elija

## Namensträger

### Vorname
Antike und Mittelalter
- Elias, spätantiker Mosaizist, tätig 515 im Südlibanon
- Elias, spätantiker Mosaizist, tätig 531 auf dem Berg Nebo
- Elias (6. Jh.), spätantiker Philosoph
- Elias von Jerusalem († 518), orthodoxer Bischof und von 494 bis 513 Patriarch von Jerusalem
- Elias von Merw (≈ 659), nestorianischer Erzbischof und Autor
- Elias (Jerusalem) (bl. 735–745), orthodoxer Patriarch von Jerusalem
- Elias II., orthodoxer Patriarch von Jerusalem (787–797)
- Elias III., orthodoxer Patriarch von Jerusalem (878–906)
- Elias VI. (Elias VI. Talleyrand; † ≈1203/04), Graf von Périgord aus dem Hause Périgord
- Elias VII. (Elias VII. Talleyrand; † n. 1204), Graf von Périgord aus dem Hause Périgord
- Elias von Cortona (≈1180–1253), Generalminister der Franziskaner
- Elias, Lateinischer Patriarch von Jerusalem (1279–1287)

Neuzeit
- Elias Baum (* 2005), deutscher Fußballspieler
- Elías Blanco Mamani (* 1962), bolivianischer Journalist, Literaturwissenschaftler und Biograf
- Elias Breit (* 1998), deutscher Singer-Songwriter, siehe Eli (Sänger)
- Elias Canetti (1905–1994), britischer Schriftsteller
- Elias Chacour (* 1939), israelisch-arabischer Geistlicher, Erzbischof aus Galiläa
- Elias James Corey (* 1928), US-amerikanischer Chemiker
- Elias Davidsson (1941–2022), isländischer Komponist und Autor
- Elias Galli (1650–1712/1714), deutscher Maler
- Elías García Martínez (1858–1934), spanischer Maler
- Elias Harris (* 1989), deutscher Basketballspieler
- Elías Hartard (* 1987), spanisch-chilenischer Fußballspieler
- Elias Holl (1573–1646), deutscher Baumeister
- Élias Hrawi (1926–2006), libanesischer Politiker, Präsident 1989 bis 1998
- Elias Hügel (1681–1755), deutscher Steinmetz und Kirchenbaumeister
- Elias Kachunga (* 1992), deutsch-kongolesischer Fußballspieler
- Elia Kazan (1909–2003), griechischstämmiger US-amerikanischer Film- und Theaterregisseur, Schriftsteller und Schauspieler
- Elias Khoury (1948–2024), libanesischer Schriftsteller
- Elias Koteas (* 1961), kanadischer Schauspieler
- Elías Lafertte Gaviño (1886–1961), Persönlichkeit der chilenischen Arbeiterbewegung, Mitbegründer und Vorsitzender der Kommunistischen Partei Chiles
- Elias Landolt (1821–1896), Schweizer Forstwissenschaftler
- Elias Landolt (1926–2013), Schweizer Geobotaniker
- Elias Lönnrot (1802–1884), finnischer Philologe
- Elias Loomis (1811–1889), US-amerikanischer Mathematiker, Meteorologe und Astronom
- Elias von Löwen (1602–1661), deutscher Arzt, Mathematiker und Astronom
- Elia María Martínez (* 1979), spanische Fußballschiedsrichterin
- Elias Mavromichalis (* 1795; † 1822), griechischer Freiheitskämpfer
- Elias Murr (* 1962), libanesischer Politiker
- Elías Randal (1920–2005), argentinischer Tangosänger und -komponist
- Elías Regules (1861–1929), uruguayischer Mediziner, Politiker und Schriftsteller
- Elias Sarkis (1924–1985), libanesischer Politiker, Präsident 1976 bis 1982
- Elías Valiña Sampedro (1929–1989), spanischer Pfarrer
- Elias Schrenk (1831–1913), evangelischer Missionar und Erweckungsprediger
- Elias Stein (1748–1812), niederländischer Schachspieler
- Elias Stein (1931–2018), US-amerikanischer Mathematiker
- Elias Stein (* 2002), deutscher E-Sportler
- Elias Zoghbi (1912–2008), ägyptischer Geistlicher, Erzbischof im Libanon

### Familienname
- Elias (Adels- und Patriziergeschlecht), niederländisches Geschlecht
- Ada Hirsch-Elias (1885–1975), österreichische Kinderärztin und Mitbegründerin der Organisation der Ärztinnen Wiens
- Adel S. Elias (1938–2010), libanesisch-deutscher Journalist
- Alexander Kaas Elias (* 1973), deutscher Politiker (Bündnis 90/Die Grünen), MdA
- Alfonso de Elías (1902–1984), mexikanischer Komponist
- Alois Eliáš (1890–1942), tschechischer General und Politiker
- Anouk Elias (* 1997), deutsch-schweizerische Schauspielerin
- Arthur Elias (* 1981), brasilianischer Fußballtrainer
- Ben Elias (Rugbyspieler) (Benjamin Elias, auch Benny Elias; * 1963), australischer Rugbyspieler
- Ben Elias (Mathematiker) (Benjamin Elias; * 1983), US-amerikanischer Mathematiker
- Buddy Elias (1925–2015), Schweizer Schauspieler
- Carme Elías (* 1951), spanische Schauspielerin
- Caroline Elias (* 1965), deutsch-französische Journalistin und Filmproduzentin
- Claudio Elías (* 1974), uruguayischer Fußballspieler
- Cyrus Elias (1930–2013), US-amerikanischer Schauspieler
- Darren Elias (* 1986), US-amerikanischer Pokerspieler
- David Elias (* 1956), Schweizer Jazzmusiker
- Diego Elías (* 1996), peruanischer Squashspieler
- Dietrich Elias (1929–2021), deutscher Staatssekretär
- Eliane Elias (* 1960), brasilianische Pianistin
- Elizabeth Elias (* 1998), US-amerikanische Schauspielerin und Sängerin
- Florian Elias (* 2002), deutscher Eishockeyspieler
- Gabriela Koschatzky-Elias (* 1958), österreichische Museumskuratorin und Publizistin
- Gastão Elias (* 1990), portugiesischer Tennisspieler
- Gerti Elias (* 1933), österreichisch-schweizerische Schauspielerin und Autorin
- Guillermo Teodoro Elías Millares (* 1953), peruanischer Geistlicher, Weihbischof in Lima
- Hal Elias (1899–1993), amerikanischer Filmproduktionsleiter und Mitglied des „Board of Governors“ der  AMPAS
- Hanin Elias (* 1972), deutsche Musikerin und Labelinhaberin
- Hans Elias (1907–1985), deutsch-amerikanischer Wissenschaftler und Künstler
- Hans-Georg Elias (1928–2022), deutscher Chemiker
- Hendrik Elias (1902–1973), flämischer Historiker und Jurist
- Herbert Elias (1885–1975), österreichischer Mediziner
- Hermann Elias (1876–1955), deutscher Aerologe, Forschungsreisender und Autor
- Holger Elias (* 1961), deutscher Verleger und Publizist
- Horst Elias (* 1932), deutscher Chemiker
- Jalil Elías (Jalil Juan José Elías, * 1996), argentinisch-syrischer Fußballspieler
- Jean Elias (* 1969), brasilianischer Fußballspieler
- Jonathan Elias (* 1956), US-amerikanischer Filmkomponist
- Jorge Antonio Serrano Elias (* 1945), guatemaltekischer Politiker, Präsident 1991 bis 1993
- José Miguel Elías (* 1977), spanischer Radrennfahrer
- Julie Elias (1866–1943), deutsche Modejournalistin
- Julio María Elías Montoya (* 1945), spanischer Ordensgeistlicher, Apostolischer Vikar von El Beni o Beni
- Julius Elias (1861–1927), deutscher Schriftsteller, Kunstsammler und Übersetzer
- Julius Elias, 1. Viscount Southwood (1873–1946), britischer Zeitungsbesitzer und Politiker (Labour Party)
- Karim Sebastian Elias (* 1971), deutscher Komponist
- Leander Elias, deutscher Synchronsprecher und Hörspielsprecher
- Lee Elias (1920–1998), Comiczeichner
- Manuel de Elías (* 1939), mexikanischer Komponist
- Manuel Ulloa Elías (1922–1992), peruanischer Politiker
- Manuela Elias (* 1969), deutsche Komponistin und Songschreiberin
- Marcos António Elias (* 1983), brasilianischer Fußballspieler, siehe Marcos António (Fußballspieler, 1983)
- Marion Elias (* 1960), österreichische Malerin, Grafikerin und Philosophin
- Matilde Sánchez Elías (1924–1988t), mexikanische Sängerin und Schauspielerin, siehe La Torcacita
- Matthew Elias (* 1979), britischer Hürdenläufer und Sprinter
- Maxim Konrad Elias (1889–1982), US-amerikanischer Paläobotaniker und Paläontologe
- Mbatshi Elias (* 1995), botswanischer Fußballspieler
- Melissa Elias (* 1982), kanadische Schauspielerin
- Ney Elias (1844–1897), englischer Forschungsreisender
- Norbert Elias (1897–1990), deutsch-britischer Soziologe, Philosoph und Dichter
- Oliver Elias (* 1971), deutscher Schauspieler, Synchronsprecher und Regisseur
- Olufemi Elias, nigerianischer Jurist
- Otto-Heinrich Elias (1932–2020), deutscher Historiker und Herausgeber
- Patrick Elias (1966–2023), Schweizer Schauspieler
- Patrik Eliáš (* 1976), tschechischer Eishockeyspieler
- Peder Elias (* 1997), norwegischer Sänger und Songwriter
- Peter Elias (1923–2001), US-amerikanischer Informationstheoretiker
- Ricardo Leoncio Elías (1874–1951), peruanischer Jurist und Politiker
- Richard Eliáš (* 1987), slowakischer Politiker
- Rolf Elias (* 1920), deutscher Politiker (SED/SEW)
- Rosalind Elias (1930–2020), US-amerikanische Opernsängerin
- Ruth Elias (1922–2008), israelische Überlebende der Shoah
- Ryan Elias (* 1995), walisischer Rugby-Union-Spieler
- Samir Elias, libanesischer Motivationsredner und Firmengründer
- Samuel Elias (1775–1816), englischer Boxer
- Sian Elias (* 1949), neuseeländische Richterin
- Taslim Olawale Elias (1914–1991), nigerianischer Jurist und Richter
- Thomas Sam Elias (* 1942), nordamerikanischer Botaniker
- Toni Elías (* 1983), spanischer Motorradrennfahrer
- Uschi Elias (1965–2012), deutsche Bildhauerin und Kettensägenkünstlerin

### Künstlername
- Elias (Rapper) (* 1996), Deutschrapper kongolesischer Herkunft
- Elias (Wrestler) (* 1987), US-amerikanischer Wrestler und Musiker

## Kunst
Elias ist der Titel folgender Kunstwerke:
- Elias, ein Oratorium von Felix Mendelssohn Bartholdy